# 여성 혐오가 어쨌다구?
《여성혐오가 어쨌다구?》는 2015년 출간된 대한민국의 책이다. 2015년 7월 현실문화연구에서 출판되었다. 윤보라, 임옥희, 정희진, 시우, 루인의 5명의 저자가 인터넷 상의 여성혐오 현상, 성소수자에 대한 혐오, 역차별 논의, 혐오의 가능성 등 세부 주제를 통해 혐오를 살펴보고 있다.

## 배경
서울대학교 여성학협동과정 박사과정을 수료한 윤보라, 경희대학교 후마니타스 칼리지 객원 교수 임옥희, 메타 젠더주의자인 정희진, 대학원에서 문화연구를 공부하고 있는 시우, 트랜스‧젠더‧퀴어연구소에서 공부하고 있는 루인, 행동하는성소수자인권연대 운영회원 나라가 저자로 참여하였다.
출판사 현실문화는 2015년 1월 김 모가 페미니스트에 대한 혐오를 드러내며 이슬람 국가에 가담한 사건 이후로 대한민국에서 여성 혐오 현상이 화제로 떠오르자, 같은 해 3월 저자들에게 글을 청탁하여 5월에 편집을 시작해 7월 6일 책을 발간하였다.

## 목차
- 김치녀와 벌거벗은 임금님들 : 온라인 공간의 여성 혐오 -윤보라
- 주체화, 호러, 재마법화 - 임옥희
- 언어가 성별을 만든다 -  정희진
- 다른 목소리로 : 남성 피해자론 및 역차별 주장 분석하기 - 시우
- 혐오는 무엇을 하는가 : 트랜스젠더퀴어, 바이섹슈얼 그리고 혐오 아카이브 - 루인
- 누군가의 삶에 반대한다? : 성소수자 운동이 마주한 혐오의 정치세력화 - 나라

## 내용
책은 여성혐오를 키워드로 여섯 필자가 사회 곳곳에 내재되어 있는 여성혐오는 물론 사회 저변의 혐오 문제까지 언급한다.
윤보라는 여성 혐오 현상을 둘러싼 인식 틀의 정당성을 문제 삼는다. 유머를 빙자한 여성 혐오 글에 담긴 조작된 증거, 사치스러운 여성들에 대한 멸시와 조롱인 된장녀가 모든 한국 여성이 혐오 받아야 마땅하다는 김치녀로 이행한 사례 등을 들며, 이러한 여성 혐오 현상이 여성에 대한 몇 가지 부정적 유형에 여성을 자의적으로 끼워 넣는 작업, 즉 거푸집 속에 끼워 넣는 작업임을 밝힌다.
임옥희는 글로벌 신자유주의 시대에 젠더 무의식의 과정과 변형을 살피며, 혐오를 강력한 힘에 대한 두려움으로 읽어내는 한편, 여성 혐오가 다른 혐오의 유비적 토대를 이루고 있다고 말하며 다른 약자 혐오와 아울러 생각할 필요가 있다고 말한다.
정희진은 책에서 여성 혹은 남성이란 증거는 "성기 모양이나 출산력 여부가 아니라 젠더 이데올로기에 의한 행위와 담론의 산물"이라고 말하며, "성별이 생기고 혐오가 만들어진 게 아니라 혐오를 위해 성별 구분이 필요해진 셈"이라고 주장한다. 그는 타자로서 여성이 만들어지는 과정에서 여성의 경험과 역사가 지식으로 공유되지 않고 전수되지 않고 있는 상황을 숙지할 것을 당부하며 여성이라는 범주에 대해 다시 생각해 볼 것을 권한다.
시우는 연세대 ‘논지당 사건’에서 나타난 남성 역차별 주장과 피해자론을 예시로, 남성 간 차이를 은폐하는 남성 역차별 담론의 숨은 기능을 비판적으로 드러낸다. 또한, 젠더 정치학과 페미니즘의 방향성을 물으며, "남성과 여성이라는 이분화 된 차이를 넘어 다양한 젠더 간의 차이를 고려해야 한다"며 성평등 논의를 통해 진정한 의미의 변화를 요청한다.
루인과 나라는 여성 혐오를 성소수자 이슈에 연관하여 분석한다. 루인은 혐오가 어떤 주체를 만들어내는지에 초점을 두며, 혐오를 자기와 세계가 조우하는 방식의 분석 틀로 삼아보자고 제안한다. 그는 페미니즘 운동과 성소수자 운동 내에서 일어나는 트랜스젠더와 바이섹슈얼에 대한 편견을 소개하며, 민감하고 복잡한 혐오 양상을 독해한다.
나라는 성소수자 혐오 세력이 성장한 과정과 그 배경, 그리고 이에 맞선 성소수자 운동의 대응을 추적하며, 약자를 속죄양 삼는 혐오 정치를 비판하는 동시에, 다양한 혐오에 대항하는 연대의 중요성을 강조한다.

## 평가
《여성혐오가 어쨌다구?》는 알라딘의 2016년 7월 사회과학 분야 베스트셀러 순위에서 최고 3위를 기록하였다.
《씨네21》의 송경원은 책에 대하여 "여성 혐오라는 말을 입체적으로 조망할 수 있도록 돕는다"라고 소개하며, "단순한 비판이나 현상에 대한 섣부른 단언 대신 지금 우리가 진정 바라봐야 할 것이 무엇인지 넌지시 제안하는 필자들의 사려 깊은 태도가 신뢰를 더한다"라고 말하며 긍정적인 평가를 하였다.
《노동자 연대》의 이현주는 책의 저자들이 여성을 단일한 집단으로 봐서는 안 된다고 말하면서도, 남성은 단일한 집단으로 가정한다는 모순을 지적하며, "최근의 여성 혐오 현상이 어떤 방식으로 벌어지는지를 이해하는 데는 도움이 되지만, 이런 현상이 왜 벌어지는지, 여성에 대한 체계적인 천대와 차별은 어디서 비롯하는지에 대해서는 유용한 분석을 내놓고 있지는 못하다"라고 혹평하였다.